# Амос Маріані
Амос Маріані (італ. Amos Mariani, нар. 30 березня 1931, Монтекатіні-Терме — пом. 20 лютого 2007, Монтекатіні-Терме) — італійський футболіст, що грав на позиції нападника. По завершенні ігрової кар'єри — тренер.
Виступав, зокрема, за клуби «Фіорентина» та «Мілан», а також національну збірну Італії.
Дворазовий чемпіон Італії, володар Кубка Італії. 

## Клубна кар'єра
Народився 30 березня 1931 року в місті Монтекатіні-Терме. Вихованець футбольної школи місцевого одноіменного клубу.
У дорослому футболі дебютував 1947 року виступами за команду клубу «Емполі», в якій провів два сезони, взявши участь у 22 матчах чемпіонату. 
Згодом з 1949 по 1952 рік грав у складі команд клубів «Ювентус», «Аталанта» та «Удінезе». Протягом цих років виборов титул чемпіона Італії.
Своєю грою за останню команду привернув увагу представників тренерського штабу клубу «Фіорентина», до складу якого приєднався 1952 року. Відіграв за «фіалок» наступні три сезони своєї ігрової кар'єри. Більшість часу, проведеного у складі «Фіорентини», був основним гравцем атакувальної ланки команди.
1955 року уклав контракт з клубом «Мілан», у складі якого провів наступні три роки своєї кар'єри гравця. Граючи у складі «Мілана» також здебільшого виходив на поле в основному складі команди. За цей час додав до переліку своїх трофеїв ще один титул чемпіона Італії.
Протягом 1958—1961 років захищав кольори клубів «Падова» та «Лаціо».
Завершив професійну ігрову кар'єру у клубі «Наполі», за команду якого виступав протягом 1961—1963 років. За цей час додав до переліку своїх трофеїв титул володаря Кубка Італії.

## Виступи за збірну
1952 року дебютував в офіційних матчах у складі національної збірної Італії. Протягом кар'єри у національній команді, яка тривала 8 років, провів у формі головної команди країни 4 матчі, забивши 2 голи.
У складі збірної був учасником футбольного турніру на Олімпійських іграх 1952 року у Гельсінкі.

## Кар'єра тренера
Розпочав тренерську кар'єру, повернувшись до футболу після невеликої перерви, 1968 року, очоливши тренерський штаб клубу «Сорсо».
В подальшому очолював команди клубів «Про Васто», «Монтебеллуна», «Торрес», «Етнікос» (Пірей), «Монтекатіні», «Лекко» та «Луккезе-Лібертас».
Останнім місцем тренерської роботи був клуб «Альгеро», головним тренером команди якого Амос Маріані був.
Помер 20 лютого 2007 року на 76-му році життя у місті Монтекатіні-Терме.

## Титули і досягнення
- Чемпіон Італії (2):

«Ювентус»:  1949-1950
«Мілан»:  1956-1957
- Володар Латинського кубка (1):

«Мілан»: 1956
- Володар Кубка Італії (1):

«Наполі»: 1961–62